# Pervomaisk
Pervomaisk (em russo:  Первомайск; em ucraniano:  Первомайськ) é uma cidade no oblast de Lugansk, na Ucrânia, à margem leste do Rio Lugan e a 50 quilômetros de Lugansk. Segundo estimativa de 2013, tem 38.354 habitantes.

## Guerra Civil Ucraniana
A cidade é controlada desde 2014 pela autoproclamada República Popular de Lugansk. A cidade foi devastada pela Guerra Civil Ucraniana, de forma que em 2015 o ativista russo de direitos humanos Oleg Orlov, ao visitá-la estimou que apenas cerca de dez a vinte mil habitantes restariam.

## Demografia
Segundo dados de 2001, 65.9% dos habitantes de Pervomaisk se identificam etnicamente como ucranianos, com uma substancial minoria (27.3%) de russos e uma minoria (1.1%) bielorrussa. A língua russa, contudo, é hegemônica na cidade, sendo nativa de 71.2% da população, comparando-se com 23.3% de falantes nativos de ucraniano e apenas 0.2% de bielorrusso.